# Friedrich Böcklin von Böcklinsau
 Friedrich Wilhelm Karl Leopold Freiherr Böcklin von Böcklinsau (* 1. Juni 1767 in Ettenheim; † 5. März 1829 in Rust) war ein badischer Generalmajor.

## Leben

### Herkunft
Friedrich war der älteste Sohn des gleichnamigen Friedrich Freiherr Böcklin von Böcklinsau (1745–1813) und dessen Ehefrau Charlotte, geborene Freiin Roeder von Diersburg (1743–1820). Sein Vater war Herr auf Rust, k.k. Kämmerer, Geheimer Rat sowie Komtur des Johanniterordens.

### Militärkarriere
Böcklin erhielt seine Erziehung in der Pagerie des Herzogs von Braunschweig. Anschließend trat er in dessen Militärdienste und nahm während des Ersten Koalitionskrieges als Hauptmann an der Belagerung von Maastricht teil. Mit diesem Dienstgrad ging er 1803 in die Badische Armee über und avancierte 1805 zum Major im Grenadierbataillon. Im Jahr darauf marschierte er nach Preußen, nahm an der Belagerung von Danzig teil und gehörte auch zu den Truppen, die Tirol besetzten. Nachdem Böcklin 1809 zum Oberst und Regimentskommandeur aufgestiegen war, zog er mit seinem sogenannten „Pfälzerregiment“ gegen Österreich und 1812 gegen Russland. Dort erlebte er den Brand von Moskau. Auf dem Rückzug war er zur Bewachung des Tresors von Kaiser Napoleon abgestellt und geriet Anfang Dezember 1812 bei Wilna in Gefangenschaft. Böcklin kehrte erst 1814 in seinem badische Heimat zurück und wurde mit der Organisation des Landsturms beauftragt.
Für sein Wirken während der Kriege erhielt Böcklin das Ritterkreuz des Militär-Karl-Friedrich-Verdienstordens sowie das Offizierskreuz der Ehrenlegion. Unter Verleihung des Charakters als Generalmajor wurde er 1826 pensioniert und lebte nach seiner Verabschiedung auf seinem Gut Rust.

### Familie
Böcklin hatte sich am 29. März 1798 mit Luise Freiin von Rathsamhausen (1768–1799) und nach ihrem frühen Tod am 1. Oktober 1799 mit deren Schwester Caroline (1766–1834) verheiratet. Aus dieser Ehe gingen folgende Kinder hervor:
- Marie (1801–1835) ⚭ Josef von Arßmann
- Friedrich Wilhelm (1803–1873), badischer Hauptmann ⚭ Franzisca Freiin von Gemmingen-Hornberg (1808–1847)
- Luise (1804–1874) ⚭ Karl von Massias
- Leopold (* 1805), preußischer Oberst ⚭ Henriette Merk (* 1810)
- Emil Karl (1807–1872), badischer Kammerherr und Bezirksförster ⚭ Auguste Freiin Neven von Windschläg (1814–1853)